# Nemoptera rachelii
Nemoptera rachelii är en insektsart som beskrevs av U. Aspöck et al. 2006. Nemoptera rachelii ingår i släktet Nemoptera och familjen Nemopteridae. Inga underarter finns listade i Catalogue of Life.